# سرگییف پوساد
شهر سرگییف پوساد (به روسی: Сергиев Посад) در کشور روسیه و در اوبلاست مسکو واقع شده‌است.

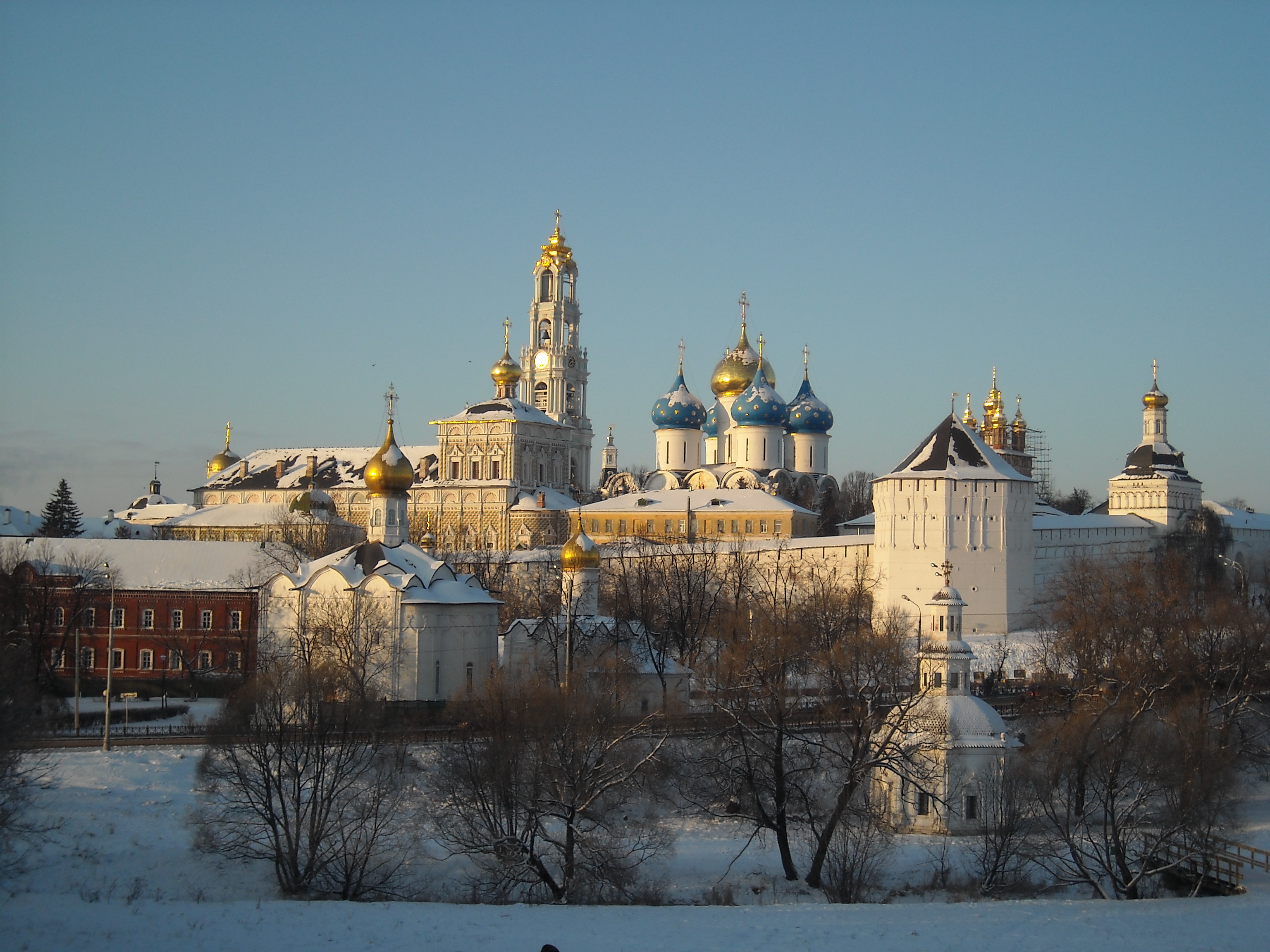